# Impedância de carga
A impedância de carga não deve ser confundida com a impedância de saída, embora seja utilizado o termo em circuitos eletrônicos mais modernos. A impedância de carga se refere àquela que é a impedância na frequência do sinal entre a placa e o cátodo de uma válvula termiônica ou entre coletor e emissor num transístor bipolar convencional.